# Cabinet Osswald II

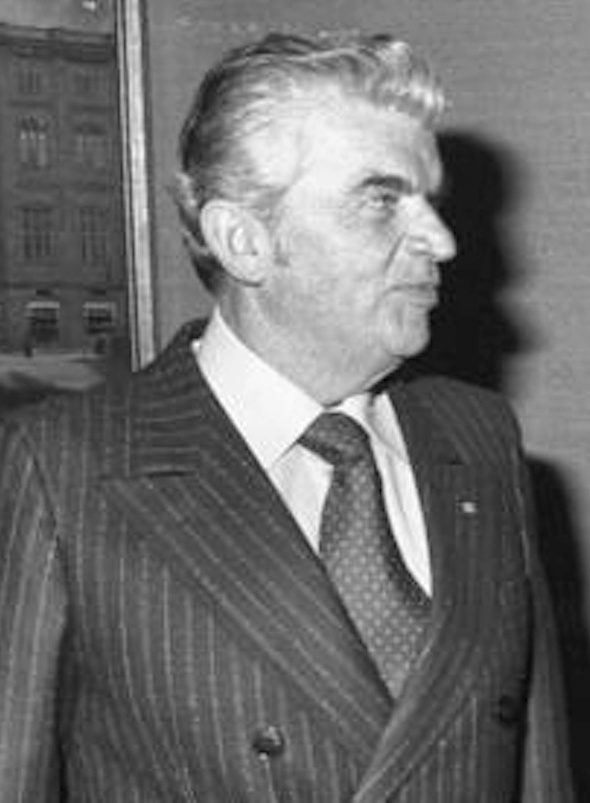

Le deuxième cabinet d'Albert Osswald était le gouvernement du Land de Hesse (Allemagne) entre le 16 décembre 1970 et le 18 décembre 1974.
Il était soutenu par une coalition sociale-libérale entre le Parti social-démocrate d'Allemagne (SPD) et le Parti libéral-démocrate (FDP) dirigée par Albert Osswald.
Il a succédé au cabinet Osswald I et a été remplacé par le cabinet Osswald III.

## Composition
| Poste                                                               | Ministre                              | Ministre                        | Parti |
| ------------------------------------------------------------------- | ------------------------------------- | ------------------------------- | ----- |
| Ministre-président                                                  |                                       | Albert Osswald                  | SPD   |
| Vice-Ministre-président                                             |                                       | Rudi Arndt jusqu'au 06/04/1972  | SPD   |
| Ministre de l'Intérieur                                             |                                       | Hanns-Heinz Bielefeld           | FDP   |
| Ministre de l'Économie et de la Technologie Vice-ministre-président |                                       | Heinz Herbert Karry             | FDP   |
| Ministre de l'Agriculture et de l'Environnement                     |                                       | Werner Best jusqu'au 08/10/1973 | SPD   |
| Ministre de l'Agriculture et de l'Environnement                     | Hans Krollmann                        |                                 | SPD   |
| Ministre des Finances                                               |                                       | Rudi Arndt jusqu'au 06/04/1972  | SPD   |
| Ministre des Finances                                               | Heribert Reitz à partir du 08/04/1972 |                                 | SPD   |
| Ministre de la Justice et des Affaires fédérales                    |                                       | Karl Hemfler                    | SPD   |
| Ministre de l'Éducation                                             |                                       | Ludwig von Friedeburg           | SPD   |
| Ministre des Affaires sociales                                      |                                       | Horst Schmidt                   | SPD   |